# Ичжан
Ичжа́н (кит. упр. 宜章, пиньинь Yízhāng) — уезд городского округа Чэньчжоу провинции Хунань (КНР).

## История
При империи Суй в 617 году из уезда Чэньсянь был выделен уезд Ичжан (义章县). После основания империи Тан он был в 624 году вновь присоединён к уезду Чэньсянь, но уже в 625 году создан опять. В 692 году он был разделён на уезды Ичжан и Гаопин (高平县), но уже в 734 году уезд Гаопин был вновь присоединён к уезду Ичжан.
После основания в 976 году империи Сун из-за практики табу на имена, чтобы избежать употребления иероглифа, входящего в личное имя основателя империи Чжао Куанъи, первый иероглиф в названии уезда был заменён на иероглиф 宜.
После образования КНР в 1949 году был создан Специальный район Чэньсянь (郴县专区), и уезд вошёл в его состав. В 1951 году Специальный район Чэньсянь был переименован в Специальный район Чэньчжоу (郴州专区).
В октябре 1952 года Специальный район Чэньчжоу был расформирован, и его административные единицы перешли в состав новой структуры — Сяннаньского административного района (湘南行政区). В 1954 году Сяннаньский административный район был упразднён, и был вновь создан Специальный район Чэньсянь.
В марте 1959 года уезд Линьу был присоединён к уезду Ичжан.
29 августа 1960 года Специальный район Чэньсянь был вновь переименован в Специальный район Чэньчжоу.
В июле 1961 года уезд Линьу был вновь выделен из уезда Ичжан.
В 1970 году Специальный район Чэньчжоу был переименован в Округ Чэньчжоу (郴州地区).
Постановлением Госсовета КНР от 17 декабря 1994 года округ Чэньчжоу был преобразован в городской округ.

## Административное деление
Уезд делится на 14 посёлков, 4 волости и 1 национальную волость.